# Tomáš Pavlíček
Tomáš Pavlíček (* 13. dubna 1988, Příbram) je český filmový režisér, držitel Ceny české filmové kritiky za snímek Přišla v noci.

## Život
Narodil se v Příbrami, ale vyrůstal v Chrudimi, kde často navštěvoval kino Svět. Je absolventem Katedry režie na pražské FAMU.

## Tvorba
Vystudoval pražskou Filmovou akademii múzických umění, na kterou byl přijat hned napoprvé. V roce 2015 ukončil studium na FAMU absolventským snímkem Parádně pokecal, která byla uvedena ve Fóru nezávislých festivalu v Karlových Varech a získala několik ocenění na FAMUfestu. Druhým celovečerním filmem byla úspěšná komedie Chata na prodej, kterou v kinech vidělo přes 80 tisíc diváků.
Pavlíček patří mezi autorské režiséry, k filmům si píše původní scénáře. Jeho tvorba se často zabývá tématem generačních střetů a nemožnosti komunikace. Snímek Přišla v noci natočil s kolegou Janem Vejnarem a získal za něj Cenu české filmové kritiky za režii i nejlepší film roku 2023.

## Filmografie

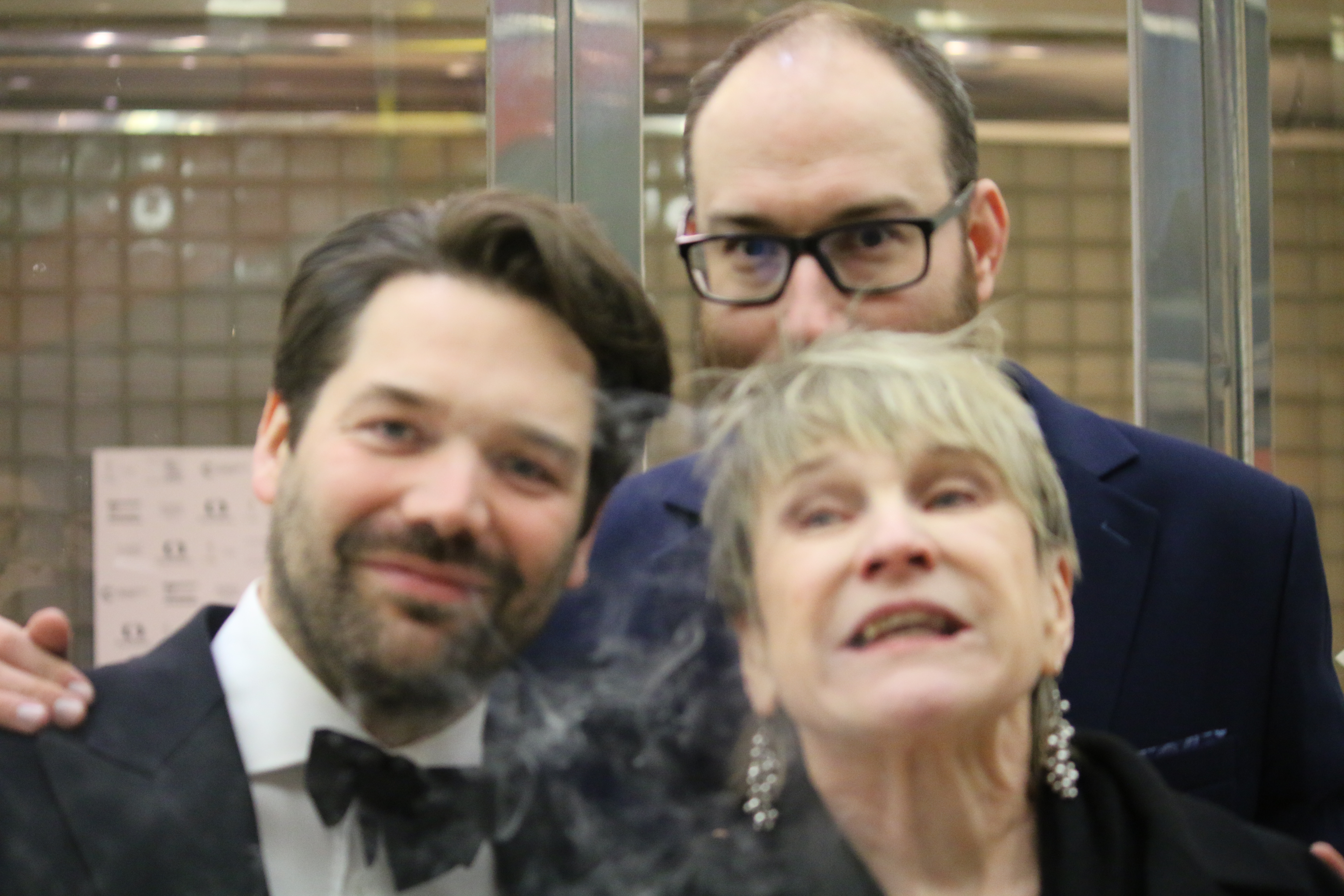
Jan Vejnar, Tomáš Pavlíček, Simona Peková

- 2012: Praho, má lásko (povídkový film), povídka Obyčejný jízdní řád i režie celého filmu
- 2012: Nejrychlejší Matěj na světě (bakalářský film)
- 2013: Krásná neznámá (krátký film)
- 2014: Parádně pokecal
- 2018: Chata na prodej
- 2023: Přišla v noci
- 2024: Tři princezny